# Memorial Necrópole Ecumênica
Memorial Necrópole Ecumênica em 2023
A Memorial Necrópole Ecumênica é um cemitério vertical brasileiro, considerado o mais alto do mundo pelo Guinness. Localizada em Santos, no estado de São Paulo, ela teve sua construção iniciada em 1983 e finalizada em 1991. Foi o primeiro cemitério vertical da América Latina.
Esse imóvel de 14 andares abriga mais de 14 000 túmulos. Há planos para expandi-lo ainda mais, de modo que possa comportar 25 000 túmulos e alcance 108 metros de altura, o que equivaleria a aproximadamente 30 andares.
Sua construção é relacionada a uma crescente urbanização e ao subsequente aumento de preço dos imóveis em regiões centrais.

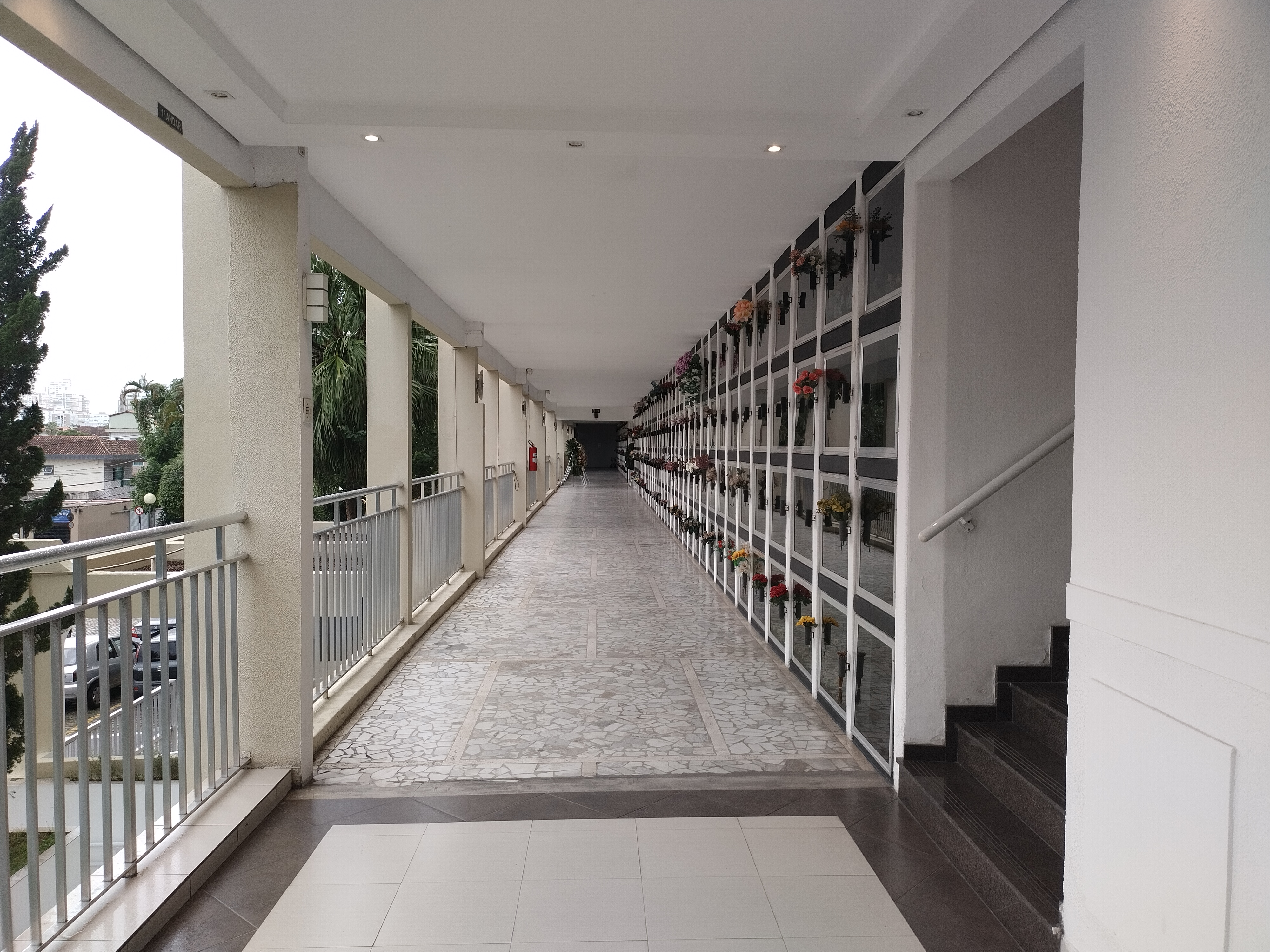
primeiro andar do cemitério

Em julho de 2003, o futebolista Pelé adquiriu um lóculo no nono andar da Memorial Necrópole Ecumênica. O jogador afirmou que o ambiente sequer se assemelhava a um cemitério e transmitia-lhe paz espiritual e tranquilidade. Coincidentemente, é possível ver a Vila Belmiro a partir de seu lóculo.